# 北布魯克菲爾德 (麻薩諸塞州普查規定居民點)
北布魯克菲爾德（英語：North Brookfield）是位於美國麻薩諸塞州烏斯特縣的一個普查規定居民點。

## 人口
根據2020年美國人口普查的數據，北布魯克菲爾德的面積為3.82平方千米，當中陸地面積為3.82平方千米，而水域面積為0.00平方千米。當地共有人口2256人，而人口密度為每平方千米590.58人。